# Guido Benvenuti
Guido Benvenuti (Padova, 12 dicembre 1931 – Padova, 5 ottobre 2024) è stato uno schermidore e dirigente sportivo italiano, specializzato nella sciabola, per 30 volte nazionale azzurro.

## Carriera
Atleta dell'Accademia Comini di Padova, nella sua carriera fu due volte Campione d'Italia Under, partecipando alle Universiadi e ai Mondiali assoluti di scherma. 
Terminata la carriera fu dirigente della Petrarca Scherma e del CONI Padova.

## Palmarès

### Universiadi
Individuale
A squadre
- Argento nella sciabola a Torino 1959

### Altri risultati
Mondiali giovani
Individuale
- Bronzo nella sciabola a Cremona 1952

A squadre